# Most Saperski we Wrocławiu
Most Saperski – most położony we Wrocławiu, nad jednym ze ślepych odgałęzień rzeki Odry w rejonie osiedla Kozanowa.
W latach 1935–1936 nadrzeczne tereny w rejonie Kozanowa przejął Wehrmacht, który w szybkim tempie wybudował koszary, w których ulokowano jednostkę saperską. W 1938 r. wzniesiony został most – obecny Most Saperski – służący jako droga do koszar od strony Lasu Pilczyckiego. Dodatkowo każde z przęseł mostu zbudowano w inny sposób, a w ich konstrukcji uwzględniono m.in. otwory pod ładunki wybuchowe (od strony ulicy i filarów oraz nasypu), komory i włazy, co pozwalało na wykorzystanie obiektu także na potrzeby szkolenia żołnierzy z jednostki. Dzięki zróżnicowanej konstrukcji możliwe było szkolenie z zakładania ładunków minerskich na różnego rodzaju mostach.
Przeprawa przetrwała II wojnę światową w nienaruszonym stanie, ale po wojnie nie spełniała już swojej funkcji szkoleniowej, gdyż w 1945 r. do poniemieckich koszar wprowadzili się żołnierze radzieccy z jednostki przeciwchemicznej. W 1993 r. teren opuszczony przez wojska radzieckie przejęła Komenda Wojewódzka Policji we Wrocławiu, a Most Saperski został zamknięty dla ruchu, zaś wejście zagrodzone.